# Конкорд (сорт груш)
Конкорд (англ. Concorde) — сорт груши обыкновенной. 

## История
Груша 'Конкорд' была выведена на сельскохозяйственной опытной станции в Великобритании, в графстве Кент в 1968 году. В 1993 году сорт 'Конкорд' был удостоен награды «Award of Garden Merit» британского Королевского садоводческого общества, а в следующем, 1994 году, поступил в коммерческую продажу. «Конкорд» представляет собой гибрид сортов «Комис» и «Конференс». Плоды сорта 'Конкорд' сочетают некоторые характеристики «родительских» сортов: удлинённую форму и хрустящую текстуру, как у 'Конференс', со сладостью, как у 'Комис'. 
С гибридным происхождением связано и название сорта: французское слово «Concorde» означает «согласие», а римская богиня Конкордия считалась покровительницей не только мира и согласия вообще, но и брачных уз, мира между супругами. Таким образом, в название сорта заложено указание на «брачный союз» между родительскими сортами. 
За последние три десятилетия сорт завоевал определённую популярность в Великобритании и других европейских странах.